# ペンタクロロベンゼン
ペンタクロロベンゼン（英: Pentachlorobenzene）は、化学式C6HCl5で表される芳香族有機塩素化合物。ベンゼン環に5つの塩素原子が結合しており、PeCBとも略される。かつては工業的に大規模に使用されたが、そのために環境に影響が生じている。

## 生成
ポリ塩化ビフェニルや染料、難燃剤、抗菌剤などの中間体となる他、農薬や溶剤の不純物として発生する。燃焼過程において、意図せず発生することがある。

## 用途
農業用殺菌剤のペンタクロロニトロベンゼン（PCNB）の製造中間体として使用され、また同剤の分解生成物として生じる。現在はPCNBはニトロベンゼンの塩素化によって製造され、PeCBは使用されなくなってきている。ポリ塩化ビフェニルの粘度を下げるため、クロロベンゼンに混合し、添加された。難燃剤としても使用された。

## 安全性
残留性有機汚染物質であり、生物濃縮を起こす。このため、2009年の残留性有機汚染物質に関するストックホルム条約第4回締約国会議により、放出削減が定められた。
条件によっては可燃性で、燃焼により塩化水素などを生じる。水生生物に対し非常に強い毒性を持ち、人体に対しては特に肝臓に影響を及ぼす。
化学物質の審査及び製造等の規制に関する法律 (化審法) 昭和四十八年 法律百十七号 第二条 2により第一種特定化学物質として指定されている